# Rally del Cile 2019
Il Rally del Cile 2019, ufficialmente denominato 1º COPEC Rally Chile, è stata la sesta prova del campionato del mondo rally 2019 nonché la prima edizione del Rally del Cile e la prima con valenza mondiale. La manifestazione si è svolta dal 10 al 12 maggio sugli sterrati che attraversano le foreste della Provincia di Concepción e il parco assistenza per i concorrenti venne allestito nella località di Talcahuano, a poca distanza dalla città di Concepción.
L'evento è stato vinto dall'estone Ott Tänak, navigato dal connazionale Martin Järveoja, al volante di una Toyota Yaris WRC della squadra Toyota Gazoo Racing WRT, davanti alla coppia francese formata da Sébastien Ogier e Julien Ingrassia, su Citroën C3 WRC della scuderia Citroën Total WRT, e a quella composta dal francese Sébastien Loeb e dal monegasco Daniel Elena, su Hyundai i20 Coupe WRC del team Hyundai Shell Mobis WRT.
I finlandesi Kalle Rovanperä e Jonne Halttunen, su Škoda Fabia R5 della squadra Škoda Motorsport, hanno invece conquistato la vittoria nella categoria WRC-2 Pro, mentre il giapponese Takamoto Katsuta e il britannico Daniel Barritt hanno vinto la classe WRC-2 alla guida di una Ford Fiesta R5.

## Risultati

### Classifica
| Pos.      | Nº       | Pilota                  | Co-pilota          | Auto                  | Squadra                 | Classe          | Tempo     | Distacco | Punti    |
| Generale  | Generale | Generale                | Generale           | Generale              | Generale                | Generale        | Generale  | Generale | Generale |
| --------- | -------- | ----------------------- | ------------------ | --------------------- | ----------------------- | --------------- | --------- | -------- | -------- |
| 1.        | 8        | Ott Tänak               | Martin Järveoja    | Toyota Yaris WRC      | Toyota Gazoo Racing WRT | WRC             | 3h15'53"8 |          | 30       |
| 2.        | 1        | Sébastien Ogier         | Julien Ingrassia   | Citroën C3 WRC        | Citroën Total WRT       | WRC             | 3h16'16"9 | +23"1    | 22       |
| 3.        | 19       | Sébastien Loeb          | Daniel Elena       | Hyundai i20 Coupe WRC | Hyundai Shell Mobis WRT | WRC             | 3h16'24"0 | +30"2    | 17       |
| 4.        | 33       | Elfyn Evans             | Scott Martin       | Ford Fiesta WRC       | M-Sport Ford WRT        | WRC             | 3h17'30"5 | +1'36"7  | 12       |
| 5.        | 3        | Teemu Suninen           | Marko Salminen     | Ford Fiesta WRC       | M-Sport Ford WRT        | WRC             | 3h19'09"4 | +3'15"6  | 10       |
| 6.        | 4        | Esapekka Lappi          | Janne Ferm         | Citroën C3 WRC        | Citroën Total WRT       | WRC             | 3h19'39"2 | +3'45"4  | 8        |
| 7.        | 89       | Andreas Mikkelsen       | Anders Jæger       | Hyundai i20 Coupe WRC | Hyundai Shell Mobis WRT | WRC             | 3h20'32"8 | +4'39"0  | 6        |
| 8.        | 22       | Kalle Rovanperä         | Jonne Halttunen    | Škoda Fabia R5        | Škoda Motorsport        | RC2 / WRC-2 Pro | 3h23'46"3 | +7'52"5  | 4        |
| 9.        | 23       | Mads Østberg            | Torstein Eriksen   | Citroën C3 R5         | Citroën Total           | RC2 / WRC-2 Pro | 3h24'09"9 | +8'16"1  | 2        |
| 10.       | 5        | Kris Meeke              | Sebastian Marshall | Toyota Yaris WRC      | Toyota Gazoo Racing WRT | WRC             | 3h24'27"2 | +8'33"4  | 2        |
| 11.       | 10       | Jari-Matti Latvala      | Miikka Anttila     | Toyota Yaris WRC      | Toyota Gazoo Racing WRT | WRC             | 3h22'21"3 | +1'26"7  | 3        |
| WRC-2 Pro |          |                         |                    |                       |                         |                 |           |          |          |
| 1. (8.)   | 22       | Kalle Rovanperä         | Jonne Halttunen    | Škoda Fabia R5        | Škoda Motorsport        | RC2 / WRC-2 Pro | 3h23'46"3 |          | 25       |
| 2. (9.)   | 23       | Mads Østberg            | Torstein Eriksen   | Citroën C3 R5         | Citroën Total           | RC2 / WRC-2 Pro | 3h24'09"9 | +23"6    | 18       |
| 3. (12.)  | 21       | Gus Greensmith          | Elliott Edmondson  | Ford Fiesta R5        | M-Sport Ford WRT        | RC2 / WRC-2 Pro | 3h27'35"3 | +3'49"0  | 15       |
| 4. (15.)  | 24       | Marco Bulacia Wilkinson | Fabian Cretu       | Škoda Fabia R5        | Škoda Motorsport        | RC2 / WRC-2 Pro | 3h29'28"6 | +5'42"3  | 12       |
| WRC-2     |          |                         |                    |                       |                         |                 |           |          |          |
| 1. (14.)  | 44       | Takamoto Katsuta        | Daniel Barritt     | Ford Fiesta R5        | -                       | RC2 / WRC-2     | 3h29'26"7 |          | 25       |
| 2. (16.)  | 41       | Benito Guerra           | Jaime Zapata       | Škoda Fabia R5        | -                       | RC2 / WRC-2     | 3h32'32"8 | +3'06"1  | 18       |
| 3. (17.)  | 52       | Alejandro Cancio        | Santiago Garcia    | Škoda Fabia R5        | -                       | RC2 / WRC-2     | 3h34'33"9 | +5'07"2  | 15       |
| 4. (18.)  | 53       | Cristóbal Vidaurre      | Ruben Garcia       | Škoda Fabia R5        | -                       | RC2 / WRC-2     | 3h34'54"0 | +5'27"3  | 12       |
| 5. (19.)  | 50       | Samuel Israel           | Nicolas Garcia     | Citroën C3 R5         | -                       | RC2 / WRC-2     | 3h36'04"4 | +6'37"7  | 10       |
| 6. (20.)  | 49       | Vicente Israel          | Matias Ramos       | Citroën C3 R5         | -                       | RC2 / WRC-2     | 3h37'17"9 | +7'51"2  | 8        |
| 7. (21.)  | 46       | Paulo Nobre             | Gabriel Morales    | Škoda Fabia R5        | -                       | RC2 / WRC-2     | 3h44'57"2 | +15'30"5 | 6        |
| 8. (22.)  | 57       | Eduardo Castro          | Julio Echazu       | Citroën C3 R5         | -                       | RC2 / WRC-2     | 3h48'01"7 | +18'35"0 | 4        |
| 9. (23.)  | 55       | Francisco Lopez         | Nicolás Levalle    | Peugeot 208 T16       | -                       | RC2 / WRC-2     | 3h56'42"0 | +27'15"3 | 2        |
| 10. (28.) | 45       | Pedro Heller            | Marc Martí         | Ford Fiesta R5        | -                       | RC2 / WRC-2     | 4h15'21"7 | +45'55"0 | 1        |

| Principali ritiri | Principali ritiri | Principali ritiri | Principali ritiri | Principali ritiri     | Principali ritiri       | Principali ritiri | Principali ritiri | Principali ritiri |
| PS                | Nº                | Pilota            | Copilota          | Auto                  | Squadra                 | Classe            | Causa             | Pos.              |
| ----------------- | ----------------- | ----------------- | ----------------- | --------------------- | ----------------------- | ----------------- | ----------------- | ----------------- |
| PS 8              | 11                | Thierry Neuville  | Nicolas Gilsoul   | Hyundai i20 Coupe WRC | Hyundai Shell Mobis WRT | WRC               | Incidente         | 3º                |

Legenda
| Icona     | Note                                                                                 |
| --------- | ------------------------------------------------------------------------------------ |
| WRC       | Equipaggio di classe WRC che può conquistare punti per il campionato costruttori     |
| WRC       | Equipaggio di classe WRC che non può conquistare punti per il campionato costruttori |
| WRC-2 Pro | Equipaggio registrato al campionato WRC-2 Pro                                        |
| WRC-2     | Equipaggio registrato al campionato WRC-2                                            |
| JWRC      | Equipaggio registrato al campionato Junior WRC                                       |
|           | Ulteriori classificazioni                                                            |

### Prove speciali
| Frazione            | Prova | Ora   | Nome                      | Lunghezza | Vincitori                                                         | Tempo   | Leader del rally                                                  |
| ------------------- | ----- | ----- | ------------------------- | --------- | ----------------------------------------------------------------- | ------- | ----------------------------------------------------------------- |
| Frazione 1 (10 Mag) | PS1   | 08:00 | El Pinar                  | 17,11 km  | Kris Meeke Sebastian Marshall e Jari-Matti Latvala Miikka Anttila | 11'35"9 | Kris Meeke Sebastian Marshall e Jari-Matti Latvala Miikka Anttila |
| Frazione 1 (10 Mag) | PS2   | 09:33 | El Puma 1                 | 30,72 km  | Ott Tänak Martin Järveoja                                         | 21'10"4 | Ott Tänak Martin Järveoja                                         |
| Frazione 1 (10 Mag) | PS3   | 10:36 | Espigado 1                | 22,26 km  | Thierry Neuville Nicolas Gilsoul                                  | 14'23"7 | Ott Tänak Martin Järveoja                                         |
| Frazione 1 (10 Mag) | PS4   | 15:39 | El Puma 2                 | 30,72 km  | Ott Tänak Martin Järveoja                                         | 20'46"0 | Ott Tänak Martin Järveoja                                         |
| Frazione 1 (10 Mag) | PS5   | 16:42 | Espigado 2                | 22,26 km  | Ott Tänak Martin Järveoja                                         | 14'03"  | Ott Tänak Martin Järveoja                                         |
| Frazione 1 (10 Mag) | PS6   | 18:55 | Concepcion - Bicentenario | 2,20 km   | Sébastien Loeb Daniel Elena                                       | 2'06"9  | Ott Tänak Martin Järveoja                                         |
| Frazione 2 (11 Mag) | PS7   | 08:08 | Rio Lia 1                 | 20,90 km  | Thierry Neuville Nicolas Gilsoul                                  | 13'55"1 | Ott Tänak Martin Järveoja                                         |
| Frazione 2 (11 Mag) | PS8   | 09:08 | Maria Las Cruces 1        | 23,09 km  | Sébastien Loeb Daniel Elena                                       | 14'28"3 | Ott Tänak Martin Järveoja                                         |
| Frazione 2 (11 Mag) | PS9   | 10:20 | Pelun 1                   | 16,59 km  | Ott Tänak Martin Järveoja                                         | 10'08"9 | Ott Tänak Martin Järveoja                                         |
| Frazione 2 (11 Mag) | PS10  | 14:08 | Rio Lia 2                 | 20,90 km  | Sébastien Ogier Julien Ingrassia                                  | 13'45"1 | Ott Tänak Martin Järveoja                                         |
| Frazione 2 (11 Mag) | PS11  | 15:08 | Maria Las Cruces 2        | 23,09 km  | Ott Tänak Martin Järveoja                                         | 14'14"7 | Ott Tänak Martin Järveoja                                         |
| Frazione 2 (11 Mag) | PS12  | 16:20 | Pelun 2                   | 16,59 km  | Sébastien Loeb Daniel Elena                                       | 10'00"6 | Ott Tänak Martin Järveoja                                         |
| Frazione 3 (12 Mag) | PS13  | 08:08 | Bio Bio 1                 | 12,52 km  | Kris Meeke Sebastian Marshall                                     | 8'14"5  | Ott Tänak Martin Järveoja                                         |
| Frazione 3 (12 Mag) | PS14  | 09:40 | Lircay                    | 18,06 km  | Sébastien Ogier Julien Ingrassia                                  | 10'13"5 | Ott Tänak Martin Järveoja                                         |
| Frazione 3 (12 Mag) | PS15  | 10:30 | San Nicolàs               | 15,28 km  | Sébastien Loeb Daniel Elena                                       | 8'08"6  | Ott Tänak Martin Järveoja                                         |
| Frazione 3 (12 Mag) | PS16  | 12:18 | Bio Bio 2 (power stage)   | 12,52 km  | Ott Tänak Martin Järveoja                                         | 7'57"3  | Ott Tänak Martin Järveoja                                         |

### Power stage
PS16: Bio Bio 2 di 12,52 km, disputatasi domenica 12 maggio 2019 alle ore 12:18 (UTC-4).
| Pos. | No. | Pilota             | Co-pilota          | Auto                  | Classe | Tempo  | Distacco | Punti |
| ---- | --- | ------------------ | ------------------ | --------------------- | ------ | ------ | -------- | ----- |
| 1    | 8   | Ott Tänak          | Martin Järveoja    | Toyota Yaris WRC      | WRC    | 7'57"3 |          | 5     |
| 2    | 1   | Sébastien Ogier    | Julien Ingrassia   | Citroën C3 WRC        | WRC    | 7'58"6 | +1"3     | 4     |
| 3    | 10  | Jari-Matti Latvala | Miikka Anttila     | Toyota Yaris WRC      | WRC    | 8'00"4 | +3"1     | 3     |
| 4    | 19  | Sébastien Loeb     | Daniel Elena       | Hyundai i20 Coupe WRC | WRC    | 8'01"1 | +3"8     | 2     |
| 5    | 5   | Kris Meeke         | Sebastian Marshall | Toyota Yaris WRC      | WRC    | 8'01"3 | +4"0     | 1     |

## Classifiche mondiali
Classifica piloti
| Pos. | Pos. | Pilota                  | Punti |
| ---- | ---- | ----------------------- | ----- |
| 1    | 1    | Sébastien Ogier         | 122   |
| 2    | 1    | Ott Tänak               | 112   |
| 3    | 2    | Thierry Neuville        | 110   |
| 4    |      | Kris Meeke              | 56    |
| 5    |      | Elfyn Evans             | 55    |
| 6    | 4    | Sébastien Loeb          | 39    |
| 7    | 1    | Andreas Mikkelsen       | 36    |
| 8    |      | Esapekka Lappi          | 34    |
| 9    | 2    | Jari-Matti Latvala      | 32    |
| 10   | 1    | Teemu Suninen           | 30    |
| 11   | 2    | Dani Sordo              | 26    |
| 12   |      | Benito Guerra           | 8     |
| 13   |      | Gus Greensmith          | 6     |
| 14   |      | Marco Bulacia Wilkinson | 6     |
| 15   | N    | Kalle Rovanperä         | 4     |
| 16   | 1    | Pontus Tidemand         | 4     |
| 17   | 1    | Yoann Bonato            | 4     |
| 18   | 1    | Mads Østberg            | 4     |
| 19   | 1    | Ole Christian Veiby     | 2     |
| 20   | 1    | Stéphane Sarrazin       | 2     |
| 21   | 1    | Pedro Heller            | 1     |
| 22   | 2    | Adrien Fourmaux         | 1     |
| 23   | 2    | Janne Tuohino           | 1     |
| 23   | 2    | Ricardo Triviño         | 1     |

Classifica co-piloti
| Pos. | Pos. | Co-pilota              | Punti |
| ---- | ---- | ---------------------- | ----- |
| 1    | 1    | Julien Ingrassia       | 122   |
| 2    | 1    | Martin Järveoja        | 112   |
| 3    | 2    | Nicolas Gilsoul        | 110   |
| 4    |      | Sebastian Marshall     | 56    |
| 5    |      | Scott Martin           | 55    |
| 6    | 4    | Daniel Elena           | 39    |
| 7    | 1    | Anders Jæger           | 36    |
| 8    |      | Janne Ferm             | 34    |
| 9    | 2    | Miikka Anttila         | 32    |
| 10   | 1    | Marko Salminen         | 30    |
| 11   | 2    | Carlos del Barrio      | 26    |
| 12   |      | Jaime Zapata           | 8     |
| 13   |      | Elliott Edmondson      | 6     |
| 14   |      | Fabian Cretu           | 6     |
| 15   | N    | Jonne Halttunen        | 4     |
| 16   | 1    | Ola Fløene             | 4     |
| 17   | 1    | Benjamin Boulloud      | 4     |
| 18   | 1    | Torstein Eriksen       | 4     |
| 19   | 1    | Jonas Andersson        | 2     |
| 20   | 1    | Jacques-Julien Renucci | 2     |
| 21   | 1    | Marc Martí             | 2     |
| 22   | 1    | Renaud Jamoul          | 1     |
| 23   | 1    | Mikko Markkula         | 1     |

Classifica costruttori WRC
| Pos. | Pos. | Squadra                 | Punti |
| ---- | ---- | ----------------------- | ----- |
| 1    |      | Hyundai Shell Mobis WRT | 178   |
| 2    |      | Toyota Gazoo Racing WRT | 149   |
| 3    |      | Citroën Total WRT       | 143   |
| 4    |      | M-Sport Ford WRT        | 100   |